# Čakmové
Čakmové (anglicky Chakma people, bengálsky চাকমা) jsou příslušníci tibetobarmského etnika, které obývá Čittágongské hory. Jejich počet se odhaduje mezi půl milionem a sedmi sty tisíci: z toho asi polovina žije v Bangladéši, kde jsou nejpočetnější národnostní menšinou, zbytek v přilehlých oblastech Indie a Myanmaru nebo v exilu v Evropě, Severní Americe a Austrálii. V Myanmaru žijí Daingnetové, jazykově a etnicky nejbližší příbuzní Čakmů.

## Historie
Etnogeneze Čakmů je spojována s královstvím Magadha, odkud se na konci 1. tisíciletí stěhovali na území Barmy. Jejich název pochází ze sanskrtského výrazu sakthiman, což znamená „držitel moci“, protože v Pugamské říši zaujímali četné významné pozice. Později bojovali s Arakanským státem, po porážce odešli do odlehlé hornaté oblasti na severozápad od Arakanu. João de Barros je v roce 1615 ve svém popisu Asie nazývá jako Chacomas. V roce 1666 oblast ovládla Mughalská říše a 1787 Britská Východoindická společnost, ale místní rádžové si zachovali značnou míru samosprávy. V roce 1947 se Čittágongské hory staly součástí Pákistánu, koncem padesátých let byla velká část kmenového území zaplavena při stavbě přehrady Kaptai. Byla navíc zahájena politika islamizace a asimilace domorodců, která ještě zesílila po vyhlášení bangladéšské nezávislosti, což vedlo k ozbrojenému odporu vedenému organizací Šanti Bahini a k emigraci mnoha Čakmů do Indie. Konflikt ukončila mírová dohoda v roce 1997, přetrvávají však spory ohledně návratu uprchlíků a navracení jejich majetku.

## Způsob života
Čakmové jsou převážně zemědělci, provozují žďáření a pěstují bambus, rýži a kukuřici. Na venkově se udržel i tradiční oděv thami s turbanem. Etnikum je rozděleno na 46 klanů nazývaných góza. Vyznávají buddhismus thérávadového směru, který však pod vlivem okolních národů nese řadu synkretických rysů. Významnými oslavami jsou jarní svátek bizu a oslava nové sklizně alpaloni. Čakmové hovoří jazykem changma kodha, který byl původně tibetobarmský, ale pod vlivem bengálštiny v něm převládly indoevropské vlivy. Píše se vlastním písmem adžha path, které se vyvinulo z barmského.